# 巴托契納
44°09′N 21°05′E / 44.150°N 21.083°E

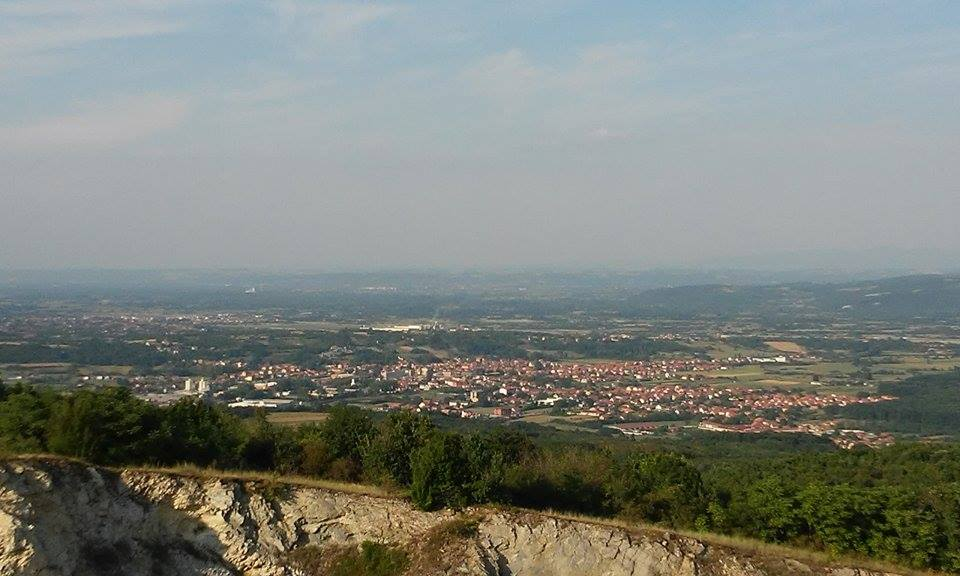

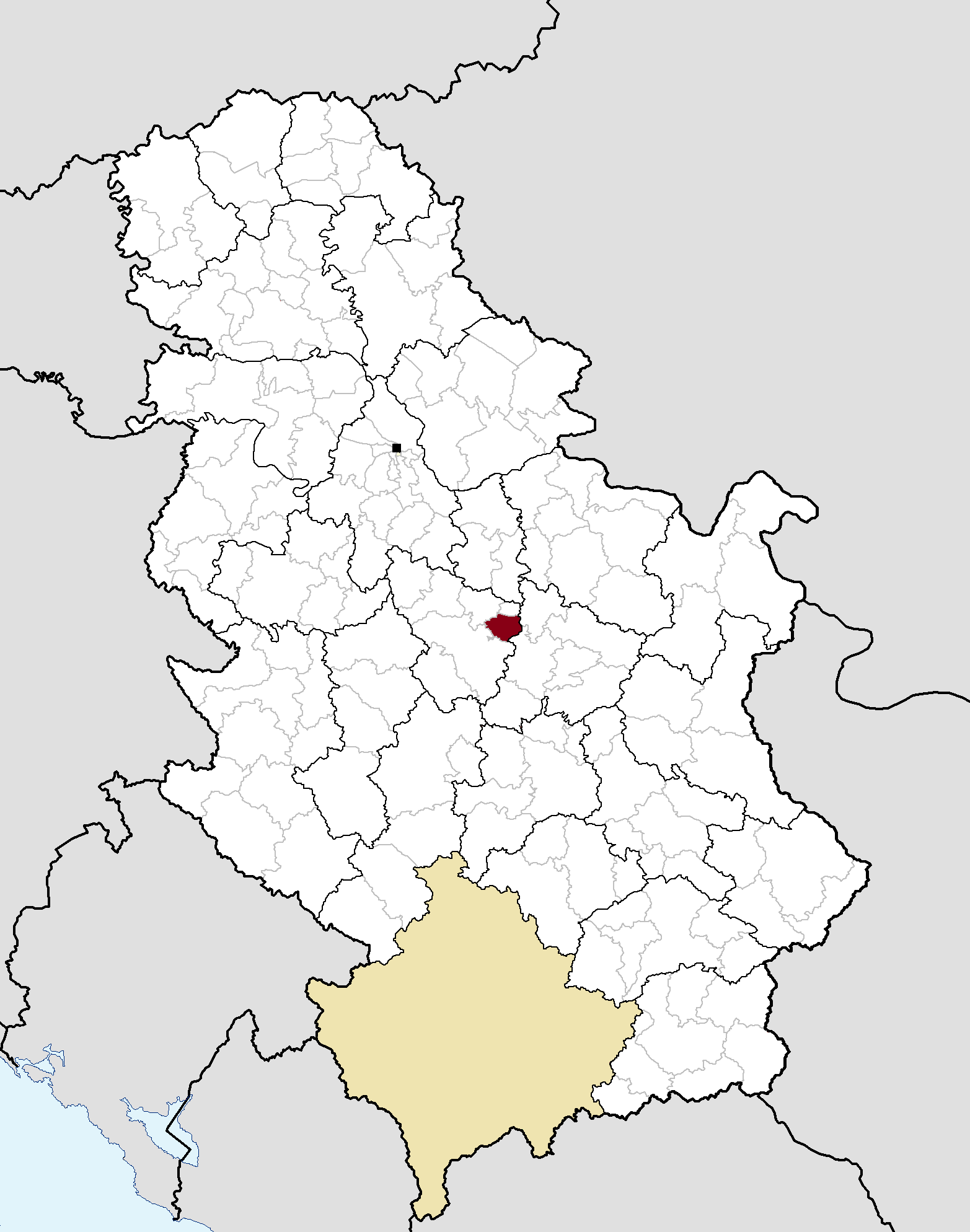

巴托契納（塞尔维亚语：／，發音：[bâtɔtʃina]），是塞爾維亞的城鎮，位於該國中部，由舒馬迪亞州負責管轄，面積136平方公里，海拔高度111米，2011年人口11,760，人口密度每平方公里86人。